# Россов
Россов (нім. Rossow) — громада в Німеччині, розташована в землі Мекленбург-Передня Померанія. Входить до складу району Передня Померанія-Грайфсвальд. Складова частина об'єднання громад Лекніц-Пенкун.
Площа — 23,09 км2. Населення становить 447 ос. (станом на 31 грудня 2020).

## Галерея

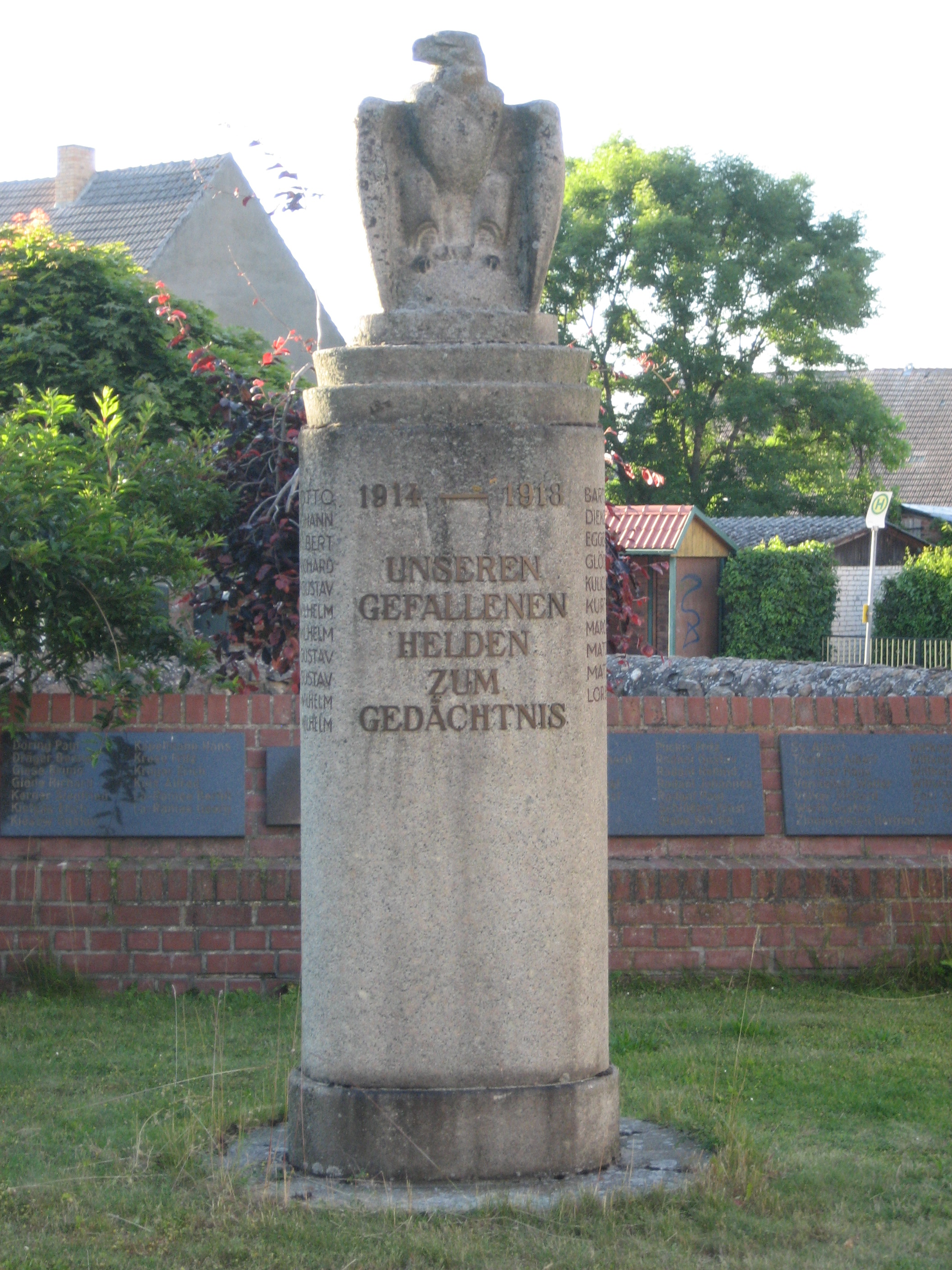
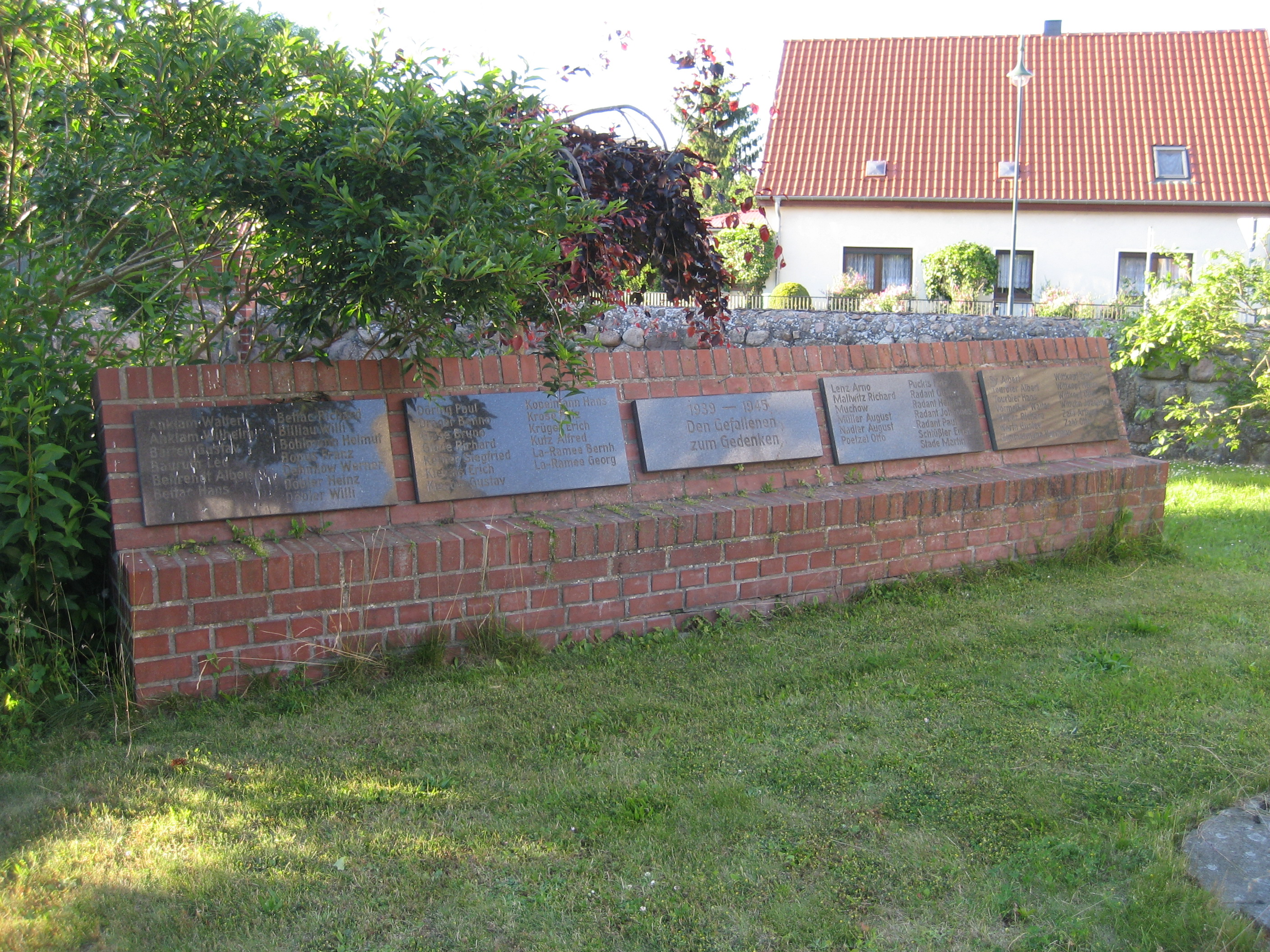
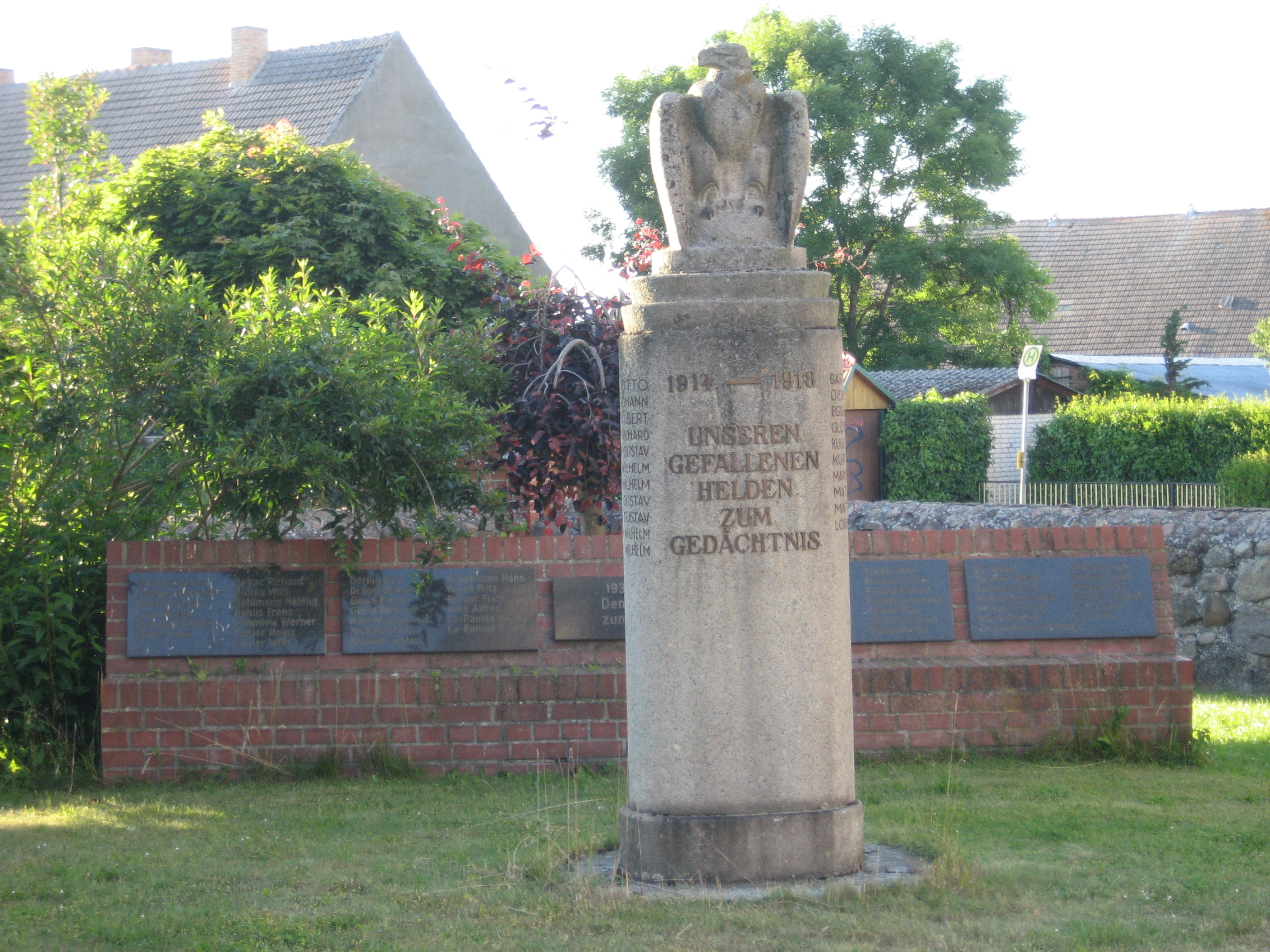
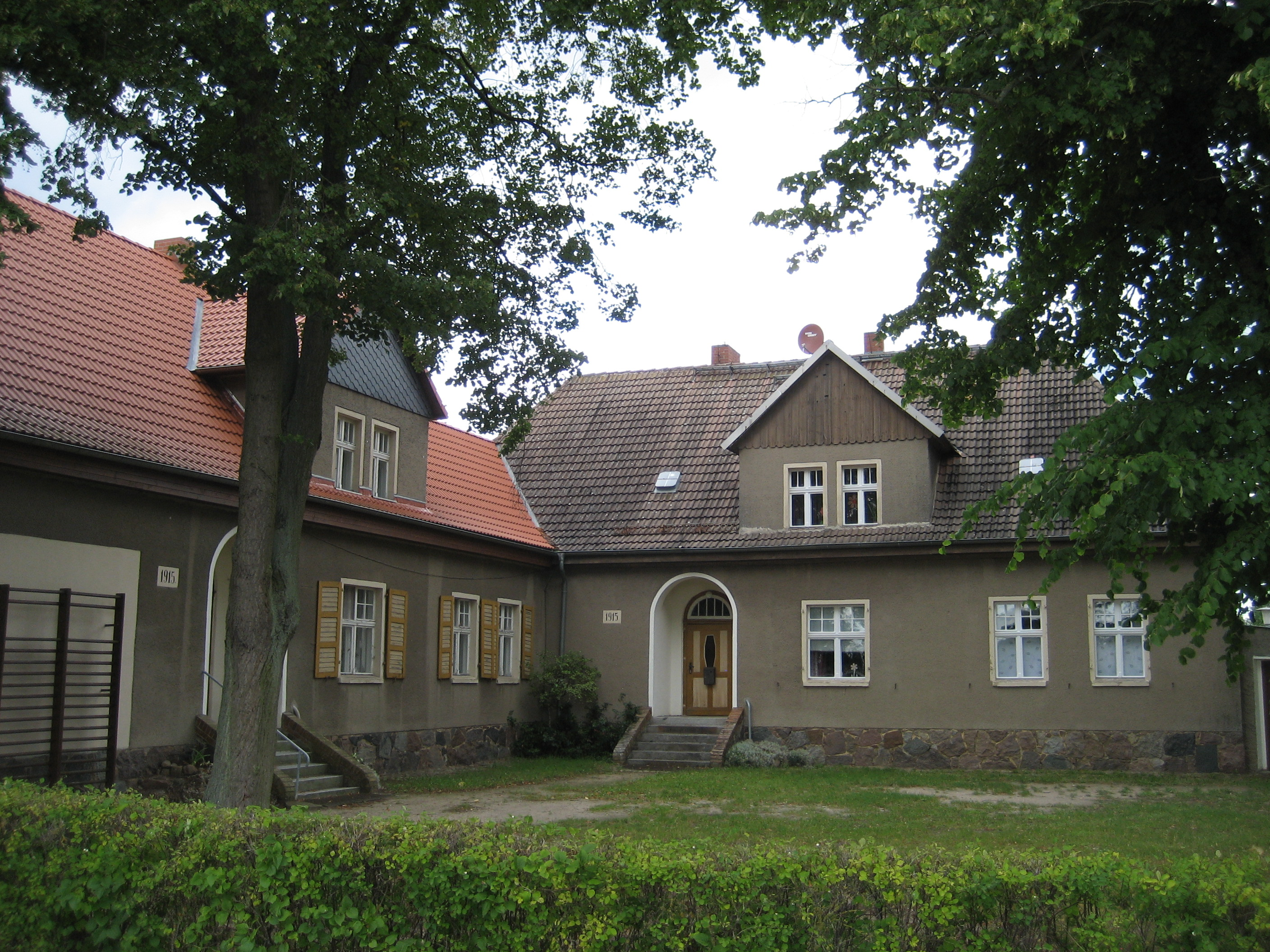
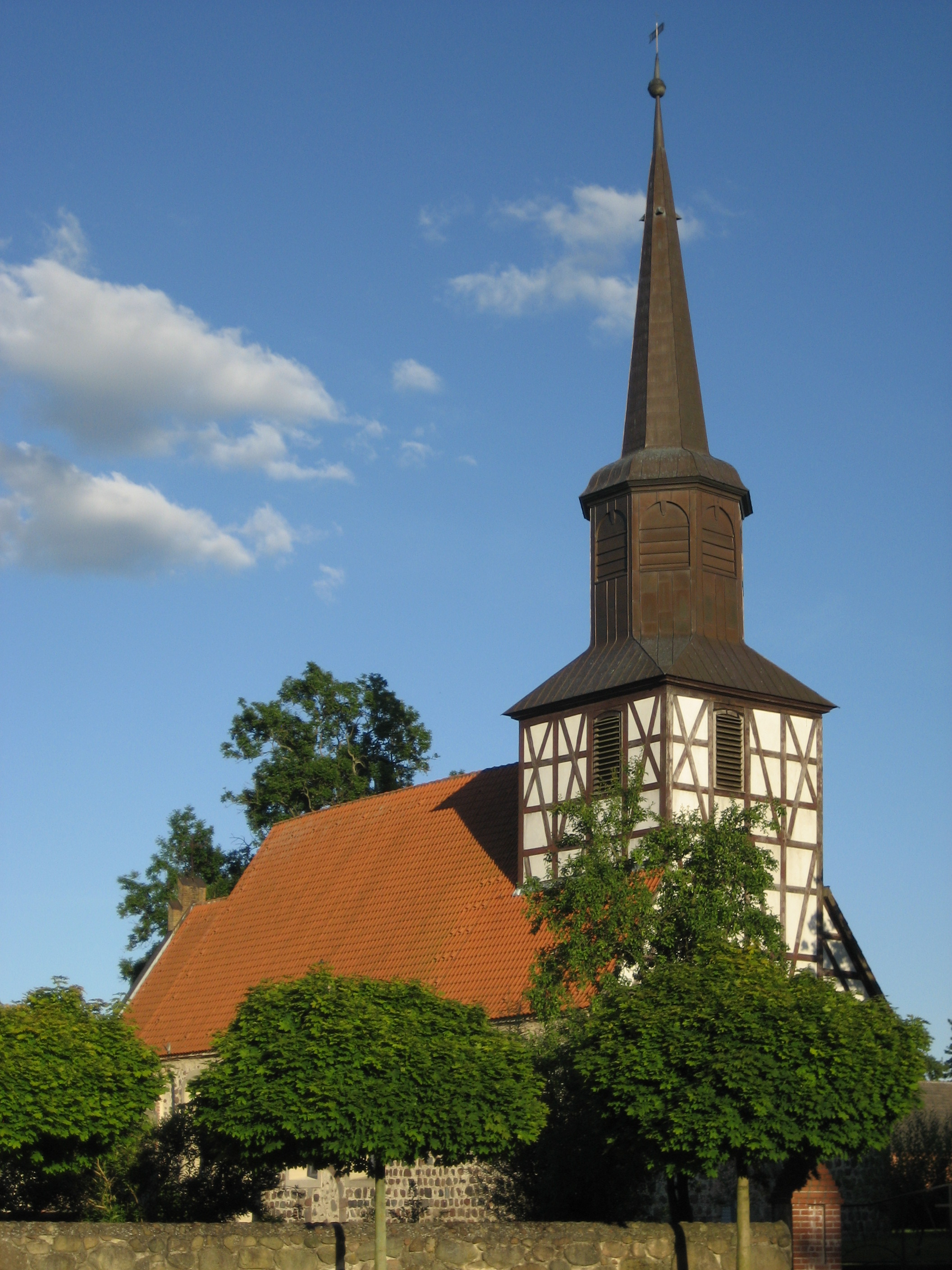
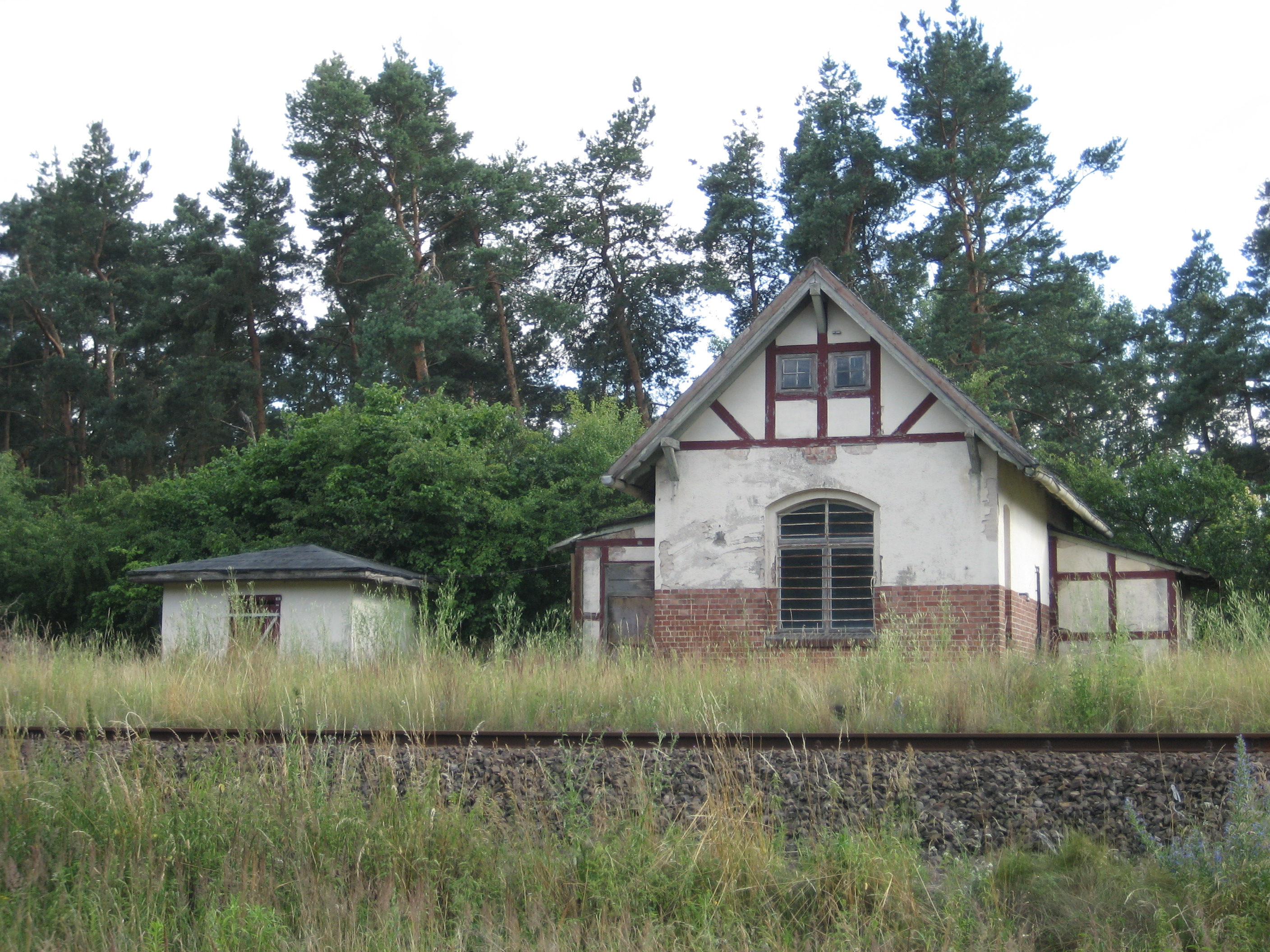